# Jerevans tunnelbana

Jerevans tunnelbanas logotyp.

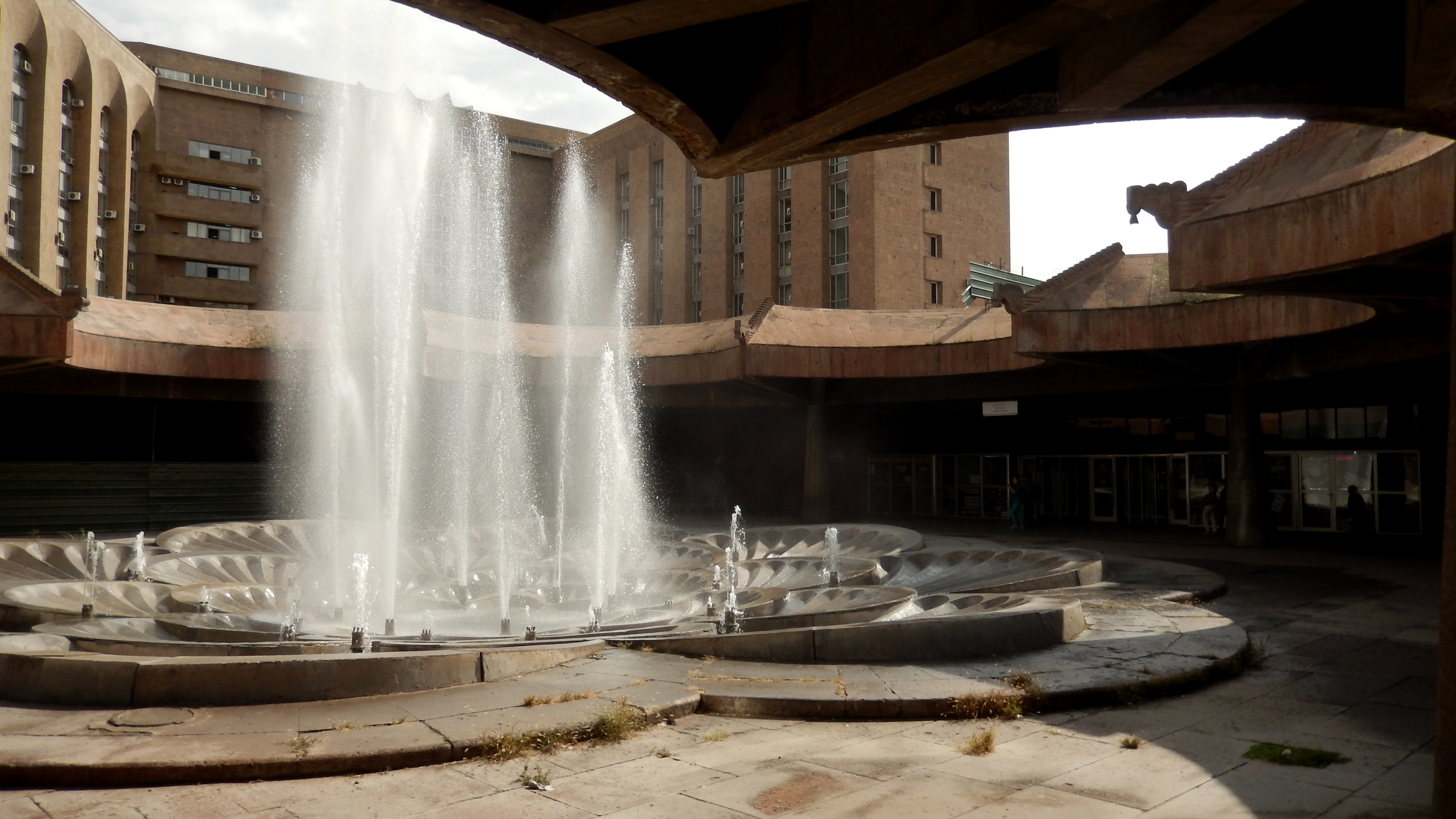
Ingången till tunnelbanan på Republikens plats

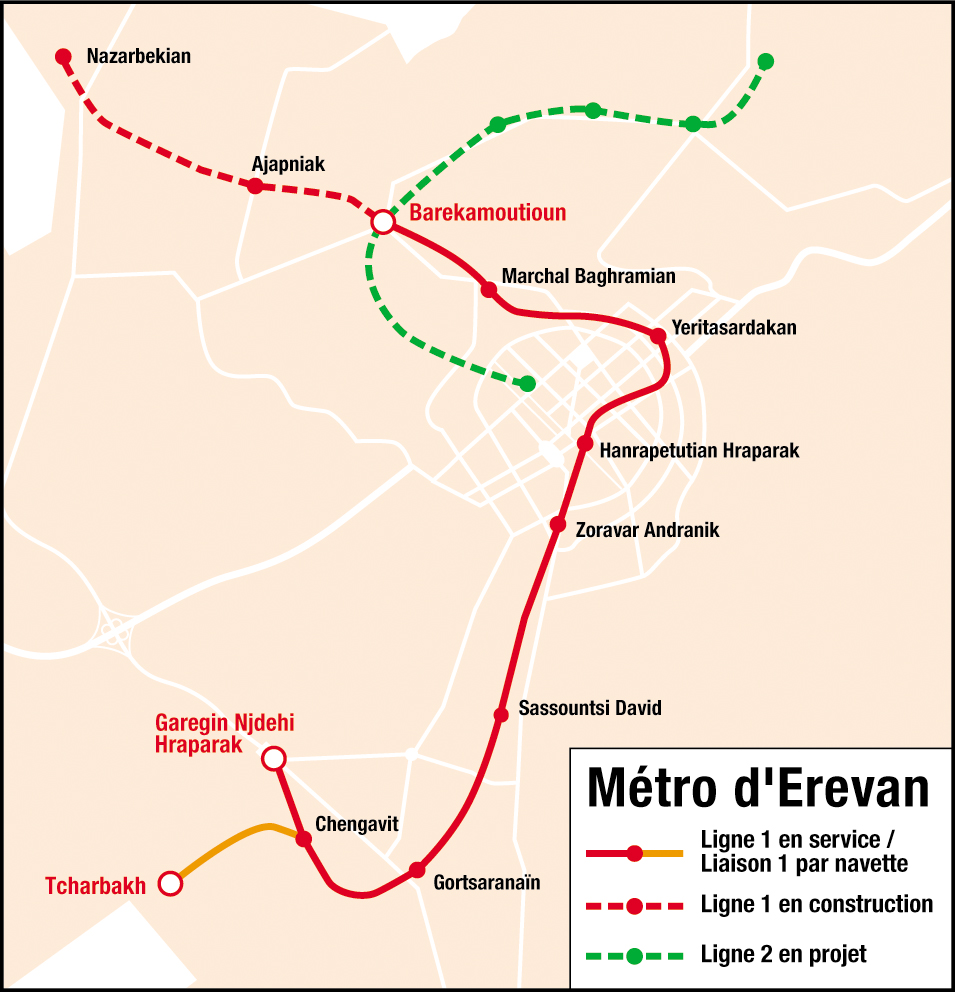
Franskspråkig karta över Jerevans tunnelbanelinje (röd färg). Den streckade gröna linjen diskiuteras.

Jerevans tunnelbana (armeniska: Երեւանի մետրոպոլիտեն, officiellt Karen Demirchyan Jerevan Metro) är ett tunnelbanesystem i Armeniens huvudstad Jerevan. Tunnelbanan öppnades 1981 och likt många andra tidigare sovjetiska tunnelbanor är stationerna på sina håll belägna långt ned på 20–70 meters djup och dekorerade med nationella motiv. Den kuperade terrängen gör att tunnelbanan vissa sträckor också går ovan mark. Av de tio stationerna ligger sju under mark, varav en nära marknivån. Tunnelbanan går längs en 12,1 kilometer lång bana och trafikerar 10 stationer.
Förutom Linje ett körs ett särskilt pendeltåg med en vagn på en sidolinje mellan Sjengavit och Charbakh. För Linje 1 finns planer att förlänga linje 1 i nordvästlig riktning med två stationer: Ajapnyak och Nazarbekian. Anläggning har påbörjats, men avbröts under 1990-talet.

## Historik
Ett tunnelbanesystem började planeras på 1960-talet, officiellt som ett snabbspårvagnssystem under jord, eftersom stadens befolkning understeg den nivå som fordrades för tunnelbana enligt dåvarande sovjetiska planeringsnorm. Anläggningsarbeten påbörjades 1972, varvid tunnlarna och stationshallarna dimensionerades för en "riktig" tunnelbana. Under arbetets lopp, 1978, ändrades planerna de facto till en tunnelbana, även om projektet officiellt fortfarande etiketterades som en snabbspårväg.  
Invigningen av den första etappen med fyra stationer och 7,6 kilometers banlängd skedde i mars 1981. 
Tunnelbanan omdöptes 1999 efter politikern Karen Demirchyan (1932–1999), som var den som betraktas som ansvarig för att trafiksystemet omvandlades från snabbspårväg till tunnelbana.

## Stationer på linje 1
- Barekamutjun
- Marskalk Baghramian
- Jeritasardakan
- Republikens plats / Hanrapetutjan Hraparak
- Zoravar Andranik
- Sasuntsi Davit (David av Sasun)
- Gortsaranajin
- Sjengavit
- Garegin Nzhdehtorget
- Charbakh

## Vagnar
Metronätet köpte in 70 vagnar av den ryska typen Metrovagon 81-717/81-714 på 1980-talet. De kördes då i ekipage med två motorvagnar och en mellanvagn med en längd av ungefär 57 meter, även om perrongerna med 100 meters längd klarar tåg med fem vagnar. Efter senare ekonomiska problem har mellanvagnar sålts, varefter trafiken normalt sköts med tvåvagnsekipage. Två motorvagnar tar tillsammans 428 passagerare. Tågen har under 2010-talet moderniserats till typen 817M.